# النسر الحديدي 2
النسر الحديدي 2 (بالإنجليزية: Iron Eagle II)‏، هو فيلم سينمائي من نوع القتال الجوي، أنتج سنة 1988، وصور كل من إسرائيل وأريزونا، لكون المنطقتين صحراويتين.
وهذا الفيلم مقتبس من قيام القوات الجوية الإسرائيلية بقصف مفاعل تموز النووي في بغداد العراقية بتاريخ السابع من يوليو سنة 1981.
وحسب فوكس أوفيس فقد حقق الفيلم إيرادات تقدر بـ 10.497.324 دولار.

## قصة
تتمحور القصة حول بطلا الفيلم وهما يركبان الطائرة الجوية من نوع إف-16 سي، وتفاجأ بوجود طائرتين روسيتين، فنجح أحدهما في قتل صديق بطل الفيلم، وقرر فريق القوة الجوية لتحقيق الهدف، وهي تدمير قنبلة سرية داخل إحدى الصحاري.

## وصلات خارجية
- النسر الحديدي 2 على موقع IMDb (الإنجليزية)
- النسر الحديدي 2 على موقع روتن توميتوز (الإنجليزية)
- النسر الحديدي 2 على موقع نتفليكس (الإنجليزية)
- النسر الحديدي 2 على موقع ألو سيني (الفرنسية)
- النسر الحديدي 2 على موقع Turner Classic Movies (الإنجليزية)
- النسر الحديدي 2 على موقع أول موفي (الإنجليزية)
- النسر الحديدي 2 على موقع بوكس أوفيس موجو (الإنجليزية)
- النسر الحديدي 2 على موقع فيلمافينيتي (الإسبانية)
- النسر الحديدي 2 على موقع قاعدة بيانات الأفلام السويدية (السويدية)
- النسر الحديدي 2 على موقع قاعدة بيانات الفيلم (الإنجليزية)